# Magwi (condado)

Estado de Equatória Oriental – Condado de Magwi ao sudoeste do mapa

O Condado de Magwi, também Condado de Magwe, é um condado no estado de Equatória Oriental, no Sudão do Sul. É limitado a oeste e norte pelo Condado de Juba, pelo Condado de Torit ao nordeste, pelo Condado de Ikotos pelo sudeste e pela República de Uganda, ao sul. A sede do condado é em Magwi. Em 2008, tinha uma população de, aproximadamente, 169.000 habitantes.